# تپه ایلخانی‌آباد ۱
تپه ایلخانی آباد ۱ مربوط به دوران پیش از تاریخ ایران باستان تا دوران‌های تاریخی پس از اسلام است و در شهرستان صحنه، روستای ایلخانی آباد واقع شده و این اثر در تاریخ ۷ مهر ۱۳۸۱ با شمارهٔ ثبت ۶۴۴۳ به‌عنوان یکی از آثار ملی ایران به ثبت رسیده است.